# Comuna Wyszki
Comuna Wyszki este o comună (în poloneză: gmina) rurală în powiat Bielsk, voievodatul Podlasia, Polonia.
Comuna acoperă o suprafață de 206,5 km² și are, potrivit datelor din anul 2006, o populație de 4.962.